# Бану Исраил
Бану Исраил (араб. بنو إسرائيل‎ — «сыны Израиля») — название еврейского народа, которое упоминается в Коране около 40 раз в большей части в связи с рассказами о жизни пророка Мусы (Моисея) и исходе еврейского народа из Египта.
Имя Израиль было одним из имён пророка Якуба (Иакова), от которого произошли 12 колен Израилевых. Оно упоминается в кораническом аяте 3:93. В некоторых аятах среди бану Исраил назван и пророк Иса (Иисус).

## Иудеи
В исламе иудеи обозначаются термином яхуд (يهود‎). Этот термин появляется в Коране в мединский период, означает иудеев, которые были современниками пророка Мухаммада. До переселения в Медину употреблялся в основном термин «сыны Израилевы» (бану Исраил). Обычно иудеи стоят рядом с христианами (насара).
Иудеи относились к категории «людей Писания» (ахль аль-китаб). В мекканский и в начале мединского периода пророчества Мухаммед предполагал найти среди иудеев, составлявших значительную часть населения Медины (Йасриба) и многих северо-аравийских оазисов, соратников и последователей. Однако мединские иудеи не признали пророческую миссию Мухаммада, встретили его недоверием и насмешками. Вступив в союз с курайшитами, иудеи открыто враждовали с Пророком, в результате чего в первые годы хиджры произошёл ряд стычек с мединскими иудеями, приведших к изгнанию из Медины членов племен кайнука, курайза и надир, а затем к военным походам против иудейских центров Хайбар, Фадак.
В религиозном плане в мединский период пророк Мухаммад всё острее ощущал и воспринимал ислам как отдельную религию, отличную от иудаизма и христианства. Тогда и появляется обвинение иудеев в обожествлении Узайра (Ездры). Пророк Ибрахим (Авраам) считается общим предком евреев и арабов, мусульмане имеют много общих с иудеями почитаемых персонажей и святых мест. Согласно исламскому праву, иудеи входят в категорию людей, которые могут находиться под опекой исламского государства (ахль аз-зимма). Иудейские общины подчинялись своим руководителям, которые и осуществляли все контакты с исламскими правителями, которые не вмешивались во внутренние дела общин.